# Keeping Secrets
Keeping Secrets – drugi solowy album Skye Edwards, wydany w październiku 2009 roku.

## Lista utworów
1. "I Believe" (Skye Edwards) – 4:50
2. "Boo Hoo" (Edwards) – 5:03
3. "Not Broken" (Edwards) – 4:39
4. "The Shape I'm In" (Edwards) – 3:36
5. "Monsters Demons" (Edwards) – 5:49
6. "Clock To Stop" (Edwards) – 3:53
7. "Almost Killed Me" (Edwards) – 3:53
8. "Wrong Alright" (Edwards) – 4:01
9. "Maybe To Spain" (Edwards) – 4:34
10. "Exhale" (Edwards) – 4:49